# Hạ viện (Ai Cập)
Hạ viện (tiếng Ả Rập: مجلس النواب, đã Latinh hoá: Maglis El Nowwab) là một trong hai cơ quan lập pháp lưỡng viện của Ai Cập.

## Sự hình thành của Hạ viện
Hiến pháp năm 2014 được thông qua trong cuộc trưng cầu dân ý về hiến pháp năm 2014 đã đưa ra các quy tắc sau: Quốc hội được bầu sau khi phê chuẩn hiến pháp phải có ít nhất 450 thành viên. Ngoài ra, các thành viên tương lai phải là người Ai Cập, phải ít nhất 25 tuổi và phải có chứng chỉ giáo dục. Ngoài ra, tổng thống có thể bổ nhiệm, nhiều nhất là năm phần trăm thành viên trong Quốc hội.
Quốc hội có nhiệm kỳ 5 năm nhưng có thể bị tổng thống giải tán trước khi hết nhiệm kỳ. Toàn thể Quốc hội được bầu ra sau mỗi cuộc bầu cử. Các thành viên của Quốc hội được bầu theo đa số phiếu bầu hợp pháp tuyệt đối.
Quốc hội có thể yêu cầu Nội các từ chức bằng cách áp dụng một động thái kiểm duyệt. Vì lý do này, Thủ tướng Ai Cập và nội các của ông nhất thiết phải từ đảng hoặc liên minh đa số trong Quốc hội. Khi tổng thống và Quốc hội đến từ các đảng đối lập nhau (một tình huống đã phát sinh trong lịch sử, nhưng không phải từ những năm 1970), điều này sẽ dẫn đến tình trạng được gọi là sống chung chính trị.

## Quyền hạn và nhiệm vụ
Quốc hội có nhiều quyền hạn và nhiệm vụ khác nhau được nêu trong Chương V của Hiến pháp. Theo điều 86, Quốc hội có những quyền hạn và nhiệm vụ sau:
• Xem xét và phê duyệt các thỏa thuận và hiệp ước
• Xem xét và phê duyệt các dự luật và ngân sách nhà nước
• Thảo luận về tuyên bố của Tổng thống và chương trình của chính phủ
• Sửa đổi Hiến pháp
• Phê chuẩn việc tuyên bố chiến tranh và tình trạng khẩn cấp
Trong thực tế, Quốc hội có rất ít quyền lực trước cuộc cách mạng Ai Cập năm 2011. Nó bị chi phối bởi Đảng Dân chủ Quốc gia, và có rất ít sự phản đối thực sự đối với các quyết định hành pháp.